# Stefan Laube
Stefan Laube pseud. „Adam” (ur. 3 maja 1930 w Szadku koło Zduńskiej Woli, zm. 26 maja 2022) – polski farmaceuta, działacz konspiracji niepodległościowej w czasie II wojny światowej, uczestnik powstania warszawskiego, pułkownik WP w stanie spoczynku, działacz kombatancki.

## Życiorys
Był synem Stefana i Elizy z domu Wagenknecht. Urodził się w Szadku. Od 1933 mieszkał wraz z rodzicami w Warszawie, gdzie przed wojną uczęszczał do szkoły powszechnej im. Mikołaja Reja. 
W trakcie okupacji niemieckiej uczestniczył w tajnych kompletach, zaś od 1943 należał również do Szarych Szeregów. W powstaniu walczył jako ochotnik w charakterze łącznika w I Kompanii Szturmowej w ramach Batalionu Szturmowego „Sokół” Korpusu Bezpieczeństwa. W tym samym batalionie służyli także jego dwaj starsi bracia: kpr. podch. Janusz Laube pseud. „Zbigniew Oleśnicki” (1926–1985) oraz strz. Jerzy Laube pseud. „Zerwikaptur” (1928–2005). Po upadku powstania trafił do obozu przejściowego Dulag 121 w Pruszkowie, a następnie uciekł z transportu więźniów pod Częstochową. Do Warszawy powrócił w 1945.
W 1948 zdał maturę w Państwowym Gimnazjum i Liceum im. Stefana Batorego w Warszawie. W 1952 uzyskał stopień magistra farmacji na Akademii Medycznej w Warszawie i od 1955 pracował w stołecznych laboratoriach naukowo-badawczych. Brał udział między innymi w opracowywaniu receptury kilku leków roślinnych, w tym Raphacholinu. Następnie od 1963 pracował w Wojskowym Instytucie Medycyny Lotniczej w Warszawie. W 1978 wziął udział w misji pokojowej ONZ UNEF w Egipcie, w trakcie której pełnił funkcję kierownika apteki szpitalnej i szefa zaopatrzenia medycznego w Polskiej Wojskowej Jednostce Specjalnej. Na emeryturę przeszedł w 2002.
Był prezesem Środowiska Organizacji Wojskowej Korpusu Bezpieczeństwa Armii Krajowej Okręg Warszawa Światowego Związku Żołnierzy Armii Krajowej oraz członkiem Rady Fundacji Polskiego Państwa Podziemnego. 
Zmarł 26 maja 2022. Został pochowany na cmentarzu ewangelicko-augsburskim w Warszawie.

## Wybrane odznaczenia
- Krzyżem Kawalerskim Orderu Odrodzenia Polski[3],
- Złoty Krzyż Zasługi[3],
- Warszawski Krzyż Powstańczy[3],
- Złoty Medal „Siły Zbrojne w Służbie Ojczyzny”[3],
- Odznaka Honorowa Polskiego Czerwonego Krzyża[3],
- Odznaka honorowa „Za wzorową pracę w służbie zdrowia”[3],
- Medal W Służbie Pokoju[3].